# 克倫古鄉
43°51′N 25°04′E / 43.850°N 25.067°E
克倫古鄉（羅馬尼亞語：Comuna Crângu, Teleorman），是羅馬尼亞的鄉份，位於該國南部，由特列奧爾曼縣負責管轄，處於布加勒斯特西南面100公里，每年平均降雨量955毫米，海拔高度36米，2007年人口1,604。